# Gouvernement Bethlehem
Das Gouvernement Bethlehem (arabisch محافظة بيت لحم, DMG Muḥāfaẓat Bayt Laḥm) ist ein Gouvernement der Palästinensischen Autonomiebehörde bzw. des Staates Palästina. Es befindet sich im Süden des Westjordanlandes. Die Bezirkshauptstadt ist die Stadt Bethlehem. Aufgrund der Besetzung durch Israel können Palästinenser nur 13 % der Fläche nutzen, ein Großteil davon ist fragmentiert.
Nach Angaben des Palästinensischen Zentralbüros für Statistik hat das Gouvernement zur Jahresmitte 2017 217.400 Einwohner. Bis 2020 stieg diese Zahl auf 229.900 Einwohner.

## Demografie
Die Bevölkerung ist im Durchschnitt sehr jung, ca. 36,9 Prozent sind jünger als 15 Jahre, während nur 3,6 Prozent über 65 Jahre alt sind. 2017 waren 98,3 Prozent der Bevölkerung Muslime und 1,6 Prozent waren Christen oder sonstige. Einwohner jüdischer Siedlungen wurden dabei nicht erfasst. 58,3 Prozent der Gesamtbevölkerung waren im selben Jahr Flüchtlinge.
| Zensusjahr | Einwohnerzahl |
| ---------- | ------------- |
| 1997       | 137.286       |
| 2007       | 176.235       |
| 2017       | 217.400       |

## Orte
- Bethlehem
- Battir
- Bait Dschala
- Bait Sahur